# Hijos de su madre
Hijos de su madre es una serie web escrita por Emmanuel Lira, Alfredo Ballesteros, Fercho Nola, Freddy Ortega y Antonio Garci  que se estrenó el 14 de junio de 2018 a través de la plataforma de streaming de Claro Video. Producida y distribuida por Claro Video. Está protagonizada por Freddy y Germán Ortega, Nora Velázquez, Mauricio Herrera y Jocelyn Zuckerman. La serie sigue la vida de Freddy Arteaga, un hombre que vive placidamente en su propio departamento hasta que su hermano, su madre y hasta su hija, se mudan para vivir con él.

## Reparto
- Freddy Ortega como Freddy Arteaga
- Germán Ortega como Germán Arteaga
- Nora Velázquez como Catalina
- Jocelin Zuckerman como Tala
- Lenny Zundel como Lenny
- Mauricio Herrera como Chema Marrón

### Temporada 1
| N.º | Título original                  | Dirigido por | Escrito por                         | Fecha de lanzamiento original |
| --- | -------------------------------- | ------------ | ----------------------------------- | ----------------------------- |
| 1   | Invasión familiar                | Fez Noriega  | Alfredo Ballesteros; Ferchos Nolla. | 2018                          |
| 2   | Room mate de Cuarto              | Fez Noriega  | Alfredo Ballesteros; Ferchos Nolla. | 2018                          |
| 3   | Fantasías de elevador            | Fez Noriega  | Alfredo Ballesteros; Ferchos Nolla. | 2018                          |
| 4   | Modo hipster                     | Fez Noriega  | Alfredo Ballesteros; Ferchos Nolla. | 2018                          |
| 5   | Chavo ruco                       | Fez Noriega  | Alfredo Ballesteros; Ferchos Nolla. | 2018                          |
| 6   | El rescate                       | Fez Noriega  | Emmanuel Lira; Freddy Ortega        | 2018                          |
| 7   | La galleta                       | Fez Noriega  | Alfredo Ballesteros; Ferchos Nolla. | 2018                          |
| 8   | #LadyPelotas                     | Fez Noriega  | Emmanuel Lira; Jurgan               | 2018                          |
| 9   | El enemigo (México V.S Alemania) | Fez Noriega  | Alfredo Ballesteros; Ferchos Nolla  | 2018                          |
| 10  | Navidad en julio                 | Fez Noriega  | Emmanuel Lira; Freddy Ortega        | 2018                          |
| 11  | El tamaño sí importa             | Fez Noriega  | Alfredo Ballesteros; Ferchos Nolla. | 2018                          |
| 12  | Madreando El Guion               | Fez Noriega  | Emmanuel Lira; Freddy Ortega        | 2018                          |
| 13  | Duérmansen                       | Fez Noriega  | Alfredo Ballesteros; Ferchos Nolla. | 2018                          |

### Temporada 2
| N.º | Título original      | Dirigido por | Escrito por                         | Fecha de lanzamiento original |
| --- | -------------------- | ------------ | ----------------------------------- | ----------------------------- |
| 1   | El robo              | Fez Noriega  | Emmanuel Lira.                      | 2019                          |
| 2   | Charal - Tank        | Fez Noriega  | Emmanuel Lira; Mike Súle;           | 2019                          |
| 3   | La misma historia    | Fez Noriega  | Alfredo Ballesteros; Ferchos Nolla. | 2019                          |
| 4   | Martes 13            | Fez Noriega  | Emmanuel Lira.                      | 2019                          |
| 5   | La insaciable        | Fez Noriega  | Emmanuel Lira.                      | 2019                          |
| 6   | Día de Entrenamiento | Fez Noriega  | Emmanuel Lira; Freddy Ortega.       | 2019                          |
| 7   | Abuela Hot           | Fez Noriega  | Emmanuel Lira.                      | 2019                          |
| 8   | Ave de mal agüero    | Fez Noriega  | Emmanuel Lira; Freddy Ortega        | 2019                          |
| 9   | Ojos que no ven      | Fez Noriega  | Mike Súle; Freddy Ortega            | 2019                          |
| 10  | La pasajera          | Fez Noriega  | Alfredo Ballesteros; Ferchos Nolla. | 2019                          |

### Temporada 3
| N.º | Título original            | Dirigido por         | Escrito por                                        | Fecha de lanzamiento original |
| --- | -------------------------- | -------------------- | -------------------------------------------------- | ----------------------------- |
| 1   | La Boda                    | Juan Carlos de Llaca | Fernando Nolla; Alfredo Ballesteros; Freddy Ortega | 2019                          |
| 2   | La Viuda Negra             | Juan Carlos de Llaca | Fernando Nolla; Alfredo Ballesteros; Freddy Ortega | 2019                          |
| 3   | El Casi-No                 | Juan Carlos de Llaca | Fernando Nolla; Alfredo Ballesteros                | 2019                          |
| 4   | Sin Valentín               | Juan Carlos de Llaca | Fernando Nolla; Alfredo Ballesteros; Freddy Ortega | 2019                          |
| 5   | Retrato de Familia         | Juan Carlos de Llaca | Fernando Nolla; Alfredo Ballesteros                | 2019                          |
| 6   | Hijos de su Matrix         | Juan Carlos de Llaca | Emmanuel Lira                                      | 2019                          |
| 7   | Filántropos                | Juan Carlos de Llaca | Fernando Nolla; Alfredo Ballesteros; Freddy Ortega | 2019                          |
| 8   | Dos Siameses Sin Intereses | Juan Carlos de Llaca | Emmanuel Lira; Antonio Garci                       | 2019                          |
| 9   | El Suicida                 | Juan Carlos de Llaca | Emmanuel Lira                                      | 2019                          |
| 10  | El Embarazo                | Juan Carlos de Llaca | Antonio Garci; Rosa Clemente                       | 2019                          |
| 11  | El Fin del Mundo           | Juan Carlos de Llaca | Fernando Nolla; Alfredo Ballesteros                | 2019                          |

### Temporada 4
| N.º | Título original          | Dirigido por         | Escrito por                                                       | Fecha de lanzamiento original |
| --- | ------------------------ | -------------------- | ----------------------------------------------------------------- | ----------------------------- |
| 1   | Los Nuevos Ricos         | Juan Carlos de Llaca | Freddy Ortega; Alfredo Ballesteros; Fernando Nolla                | 23 de enero de 2020           |
| 2   | El Bar de Catalina       | Juan Carlos de Llaca | Freddy Ortega; Emmanuel Lira                                      | 23 de enero de 2020           |
| 3   | Quiero Volver a Empezar  | Juan Carlos de Llaca | Alfredo Ballesteros; Fernando Nolla                               | 23 de enero de 2020           |
| 4   | El Secreto en la Azotea  | Juan Carlos de Llaca | Freddy Ortega; Emmanuel Lira                                      | 23 de enero de 2020           |
| 5   | Candy                    | Juan Carlos de Llaca | Alfredo Ballesteros; Fernando Nolla                               | 23 de enero de 2020           |
| 6   | Germán el Extraterrestre | Juan Carlos de Llaca | Freddy Ortega; Alfredo Ballesteros; Fernando Nolla                | 23 de enero de 2020           |
| 7   | El Pintor y el Carnicero | Juan Carlos de Llaca | Freddy Ortega; Antonio Garci; Emmanuel Lira                       | 23 de enero de 2020           |
| 8   | Tala es Brillante        | Juan Carlos de Llaca | Freddy Ortega; Fernando Nolla; Rosa Clemente; Alfredo Ballesteros | 23 de enero de 2020           |
| 9   | Con Personalidad         | Juan Carlos de Llaca | Freddy Ortega; Rosa Clemente; Antonio Garci                       | 23 de enero de 2020           |
| 10  | Noche Mexicana           | Juan Carlos de Llaca | Freddy Ortega; Emmanuel Lira; Antonio Garci                       | 23 de enero de 2020           |
| 11  | Verdad o Reto            | Juan Carlos de Llaca | Freddy Ortega; Fernando Nolla; Alfredo Ballesteros                | 23 de enero de 2020           |
| 12  | Tala Se Va               | Juan Carlos de Llaca | Freddy Ortega; Fernando Nolla; Alfredo Ballesteros                | 23 de enero de 2020           |